# كارلي كريج
كارلي كريج (بالإنجليزية: Carly Craig)‏ هي ممثلة أمريكية، ولدت في 12 يونيو 1980 في الولايات المتحدة.

## أعمال

### أفلام
- (2012) المهرجون الثلاثة[5]

## وصلات خارجية
- كارلي كريج على موقع IMDb (الإنجليزية)
- كارلي كريج على موقع قاعدة بيانات الفيلم (الإنجليزية)